# Corte Lando
La Corte di Ca' Lando (o Lando-Correr) è un complesso residenziale storico di Padova, formato da 12 unità abitative a schiera che si articolano attorno a una corte centrale su cui si affaccia, opposta all'ingresso, una chiesetta nota come chiesa di San Marco di Ca' Lando, dedicata a san Marco, san Vitale e santa Elisabetta. Il progetto, commissionato dal protonotario apostolico Marco Lando nel 1513 e realizzato dal cugino Pietro Lando nel 1532, era finalizzato ad accogliere le famiglie povere della città nelle abitazioni.
Dal 1984 la corte appartiene al Comune di Padova che ha rispettato l'originario fine di accoglienza dell'istituzione, concedendo gli spazi a diverse associazioni di assistenza. Inoltre, a partire dal 2021 la chiesa sconsacrata è stata data in concessione all'Università di Padova come ambiente di ricerca e studio per il dipartimento di Ingegneria Edile, Civile e Ambientale.

## Storia

### Famiglia Lando e costruzione del complesso
L'area di ubicazione del complesso fu di appartenenza della famiglia veneziana dei Lando già a partire dal 1473, anno in cui Vitale Lando, padre di Marco, acquisì il lotto stipulando un contratto con l'adiacente monastero di S.Mattia.
Nel 1513 Marco, in ragione delle sue precarie condizioni di salute, stilò il suo testamento in cui decretava la volontà di costruire nel terreno paterno “dodici case con una cappelletta per perpetua abitazione di dodici padri di famiglia con figli, e figlie […]”, per la cui realizzazione delegò il cugino Pietro Lando. A lui sarebbe inoltre spettata la nomina delle famiglie e del cappellano e la loro eventuale rimozione qualora “non conducessero vita onesta e morigerata”.
Le risorse pecuniarie per la costruzione sarebbero giunte, come specificato nel testamento, dalla vendita dei possessi di Lozzo e Valbona. I terreni, di precedente proprietà di Bertuccio Bagarotto (a cui erano stati confiscati quando fu giustiziato come ribelle durante la Guerra della Lega di Cambrai) vennero acquistati da Marco Lando nel 1511 con l'approvazione del Consiglio dei Dieci.  Tale disposizione testamentaria ha indotto Lionello Puppi ad individuare tra le ragioni della fondazione della Corte un volontà di espiazione di Betrtuccio Bagarotto, la cui figura nel frattempo era stata riabilitata dalla Repubblica.
Nonostante le precise disposizioni testamentarie sul da farsi sull'area, il terreno in realtà non fu mai di diretta proprietà di Marco: alla morte del padre venne infatti ereditato dal fratello Marino e successivamente dai figli di quest'ultimo. Tuttavia nel 1529 il declino economico degli eredi di Marino Lando li indusse ad alienare la proprietà in favore del cugino Pietro, che, in quanto esecutore testamentario di Marco, si impegnò a pagare il canone di livello al monastero e a costruire il complesso da lui voluto. I lavori cominciarono nel 1530 e si protrassero per circa due anni: è documentato che il primo maggio del 1532 Pietro Lando nominò il cappellano e assegnò le dodici abitazioni alle famiglie bisognose da lui prescelte.

### Famiglia Correr
Come voluto da Marco, dopo la morte di Pietro furono i suoi figli ad ereditare la corte, che appartenne ai Lando fino al 1692, quando l'ultima discendente, Elena, sposò Giovanni Correr: da quel momento in poi la famiglia dei Correr assunse il lascito (da qui la dicitura Lando-Correr). I principi di socialità e assistenza vennero perpetuati anche dai nuovi eredi nel corso del XVII, XVIII e XIX secolo.
Nella seconda metà dell'Ottocento cominciò un contenzioso tra il Comune di Padova e la nobile famiglia veneziana in merito alla proprietà del complesso che si concluse il 14 maggio 1896 con l'emanazione di un Decreto Reale. Tale sottoscrizione stabiliva che da quel momento in poi l'istituzione, pur rimanendo sotto il patrocinio dei Correr, avrebbe assunto un assetto giuridico autonomo e sarebbe stata sottoposta al controllo di un Consiglio Amministrativo composto da cinque membri: quattro nominati dal Consiglio Comunale ed un quinto scelto fra i legittimi discendenti dei Correr. Nel provvedimento rilasciato era stato inoltre inserito uno Statuto organico comprendente norme di regolazione dell'istituzione, che da quel momento avrebbe assunto il nome di Opera Pia Commissaria Marco Lando.

### Novecento
Nei primi anni venti del Novecento, a causa di gravi difficoltà economiche, la direzione dell'Opera Pia passò alla Congregazione di Carità del Comune di Padova (atto formalizzato con un Decreto Regio il 13 settembre 1928).
Nel 1937 la gestione dell'Opera Pia passò a sua volta all'Ente Comunale di Assistenza (ECA), che nel dopoguerra, il 14 novembre 1946, pubblicò un ultimo Avviso Pubblico per l'assegnazione di cinque alloggi: il bando riproponeva i criteri di ammissibilità previsti dallo Statuto del 1896. Nel 1953 sempre l'ECA, dinnanzi ad una crisi economica nel mantenimento della struttura, approvò l'alienazione, mediante un'asta pubblica, di tutto il complesso di Corte Ca' Lando. L'iniziativa trovò tuttavia l'opposizione della Soprintendenza ai Monumenti di Venezia, che il 7 aprile 1954 dichiarò d'importante interesse storico-artistico le case, il cortile e la chiesetta, in quanto primo esempio di edilizia popolare a Padova. Il 6 maggio dello stesso anno la Direzione Generale Antichità e Belle Arti del Ministero della Pubblica Istruzione imponeva il vincolo su tutto il complesso. Preclusa al via dell'alienazione a privati, l'Amministrazione dell'ECA predisponeva, attraverso l'architetto Marcello Checchi, un progetto di ristrutturazione della struttura.
Negli anni successivi il complesso ormai semiabbandonato fu oggetto di numerose occupazioni e il 25 febbraio 1984 il Comitato Provvisorio di Gestione delle Opere Pie Amministrate (nel quale era nel frattempo confluita la fondazione) non riuscendo né a sostenere le opere di ristrutturazione né a pagare le gravose imposte, ottenne lo scioglimento dell'Opera Pia Commissaria Marco Lando Correr, trasferendo il patrimonio residuo al Comune di Padova.

### Utilizzo dal 1984
L'Amministrazione Comunale a partire dal 1984 si impegna, oltre al rispetto dei vincoli imposti sull'immobile, a mantenere gli originali scopi socio-assistenziali della struttura. Le abitazioni vengono concesse a famiglie particolarmente disagiate, favorendo in particolare i nuclei con forte presenza di minori o anziani e disponibili ad accogliere persone con disabilità motorie (per le quali sono stati appositamente attrezzati i piani terra di due alloggi). È poi previsto che quattro appartamenti vengano dati in concessione ad altrettante associazioni, tra i cui fini vi sia quello di offrire ospitalità ed assistenza a particolari soggetti sociali (persone anziane, ragazze-madri, bambini in cura presso il vicino ospedale, ecc.).
Nel 2021 una convenzione tra l'Università degli Studi di Padova e il Comune della città ha reso la chiesa sconsacrata un luogo per le attività didattiche e di ricerca del Dipartimento ICEA (Ingegneria Civile, Edile, Ambientale); in particolare la struttura ospita il Laboratorio di Storia dell'Architettura, il Laboratorio di autocostruzione del corso di laurea in Ingegneria Edile-Architettura e il gruppo di progettazione che lavora per il team G124 di Renzo Piano in merito alla riqualificazione delle periferie. Il luogo è inoltre utilizzato per ospitare riunioni, conferenze e mostre.

### Interventi strutturali

#### Interventi del 1929-30
Nel corso del XIX secolo interventi non riconosciuti modificarono l'originale assetto delle abitazioni che vennero ampliate posteriormente per consentire la creazione di ulteriori due stanze molto illuminate; in qualche caso vennero inoltre aggiunte delle soffitte nel sottotetto, la cui illuminazione venne resa grazie all'inserimento di abbaini.
Il primo intervento di cui si ha certezza documentata risale al 1929: la Congregazione di Carità, l'allora ente gestore, scelse come incaricato del progetto l'ingegnere Giovanni Dal Zio.
L'operazione generale ha comportato, oltre ad un adeguamento igienico:
- l'adattamento della chiesa a fine abitativo: venne abbattuto l'abside e inserito un solaio intermedio per la realizzazione di due alloggi separati da cui ricavare un ulteriore reddito. Nell'occasione venne inoltre rimossa da sopra l'arcata del presbiterio la tela originale di Giovanni Battista Bissoni raffigurante Marco Lando presentato alla Verigine (conservata presso i Musei Civici di Padova)[5].
- una trasformazione di alcune unità abitative: le cellule I e XII vennero suddivise a loro volta in due alloggi ciascuna e vennero aggiunti 4 nuovi ingressi a ridosso di via Gabelli[5].

I lavori effettuati tra 1929 e il 1930 comportarono anche la distruzione di significativi elementi architettonici originali, tra cui: i portali d'ingresso cinquecenteschi, le scale con gradini in pietra di Costozza, i pavimenti e divisori in legno del primo piano.

#### Progetto del 1957
Dopo la dichiarazione di rilevante interesse storico-artistico da parte della Soprintendenza ai Monumenti di Venezia nel 1954, l'amministrazione dell'Ente di Assistenza predispose, a tal proposito, un progetto di ristrutturazione ed una perizia particolareggiata della corte affidata all'architetto Marcello Checchi. Il progetto, risalente al 1957, prevedeva la sistemazione delle facciate e delle coperture, proponendo la trasformazione delle schiere da semplici a doppie. Si sarebbero così ottenuti 24 alloggi di cui una metà, con ingresso dal cortile, destinati ad uso gratuito e l'altra, con ingresso dagli orti collegati alla strada, a pagamento. Con un finanziamento richiesto di circa 8 milioni, il progetto e la perizia per i lavori di manutenzione non vennero mai avviati. Solo nel 1966 vi fu una parziale opera di restauro da parte della Soprintendenza ai Monumenti del cornicione di gronda, delle casette e del portale d'ingresso.

#### Indagini strutturali e restauro del 1987
A partire dal 1985, anno in cui l'amministrazione della corte passò al Comune, grazie a diverse indagini strutturali, si sono potute verificare le originarie disposizioni delle stanze (4 grandi ambienti al piano terra e 2 stanze da letto al piano superiore) e la presenza di travi trasversali che sorreggevano la copertura poggiata sui muri delimitanti le singole unità.  Nel corso delle indagini riguardanti le fondamenta vennero invece ritrovati un opus signinum a fondo rosso e un frammento di pavimento in cubetti di cotto di epoca romana, restaurati e conservati a fini museali.
Lo stesso anno venne elaborato un nuovo progetto di restauro sia per le abitazioni che per la chiesetta con l'intento di riportare la struttura al suo originario assetto, eliminando tutti gli sdoppiamenti abitativi. Il progetto esecutivo venne approvato con apposita delibera di Giunta Municipale nel marzo 1987 ed il mese successivo iniziarono i lavori, al termine dei quali, circa due anni dopo, le unità abitative raggiunsero il loro attuale stato. Nella chiesetta, le operazioni di rimozione del solaio e di restauro, ripotarono alla luce l'originaria pavimentazione in tavelle, alcuni elementi lapidei appartenenti all'abside demolita nel 1929-30 e, sulla parete di fondo, una tempera raffigurante la crocefissione, risalente al XVI secolo e senza dubbio riconducibile alla stessa epoca dell'edificazione del complesso.

## Descrizione

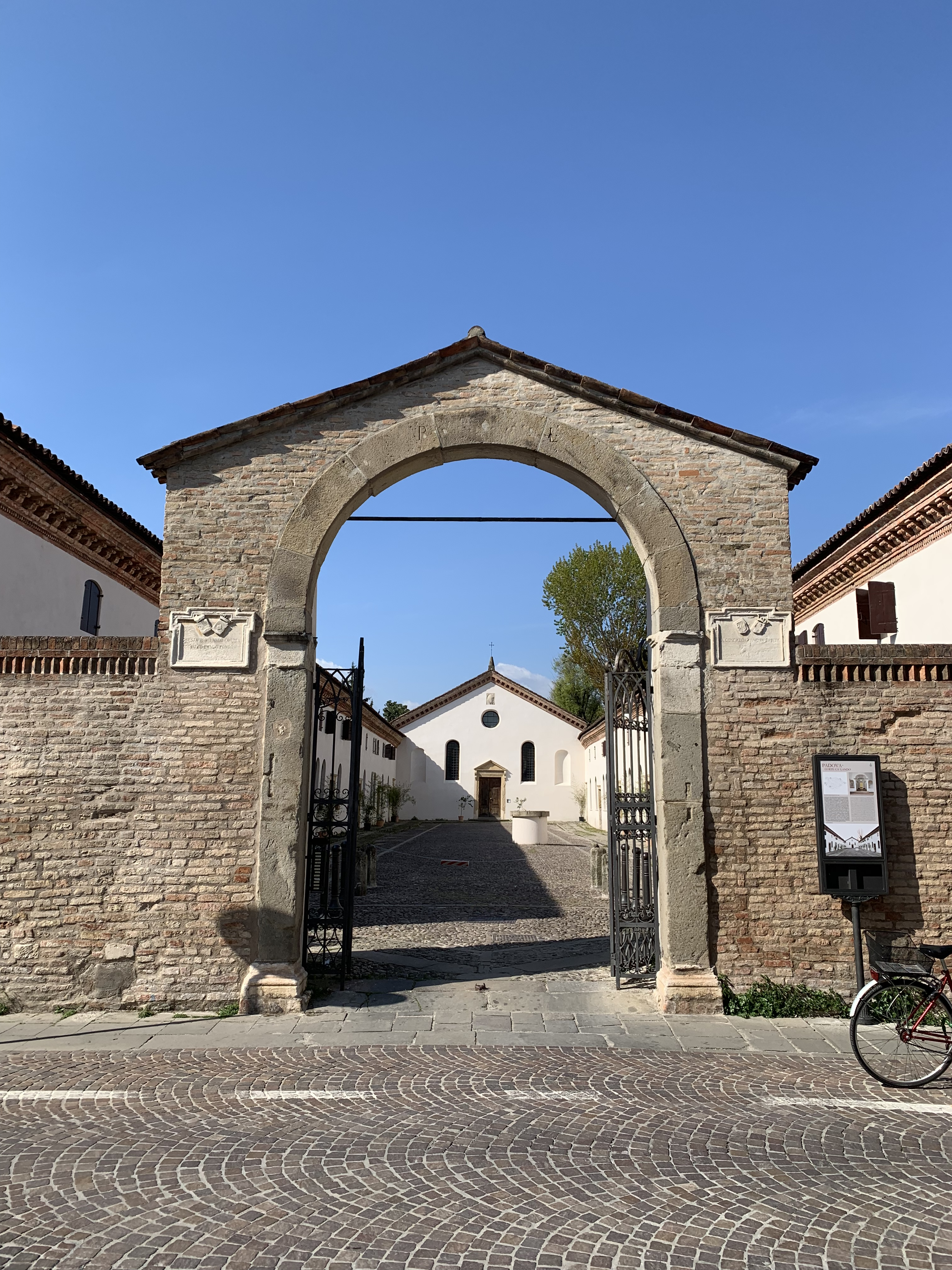
Arcata di accesso con targhe commemorative

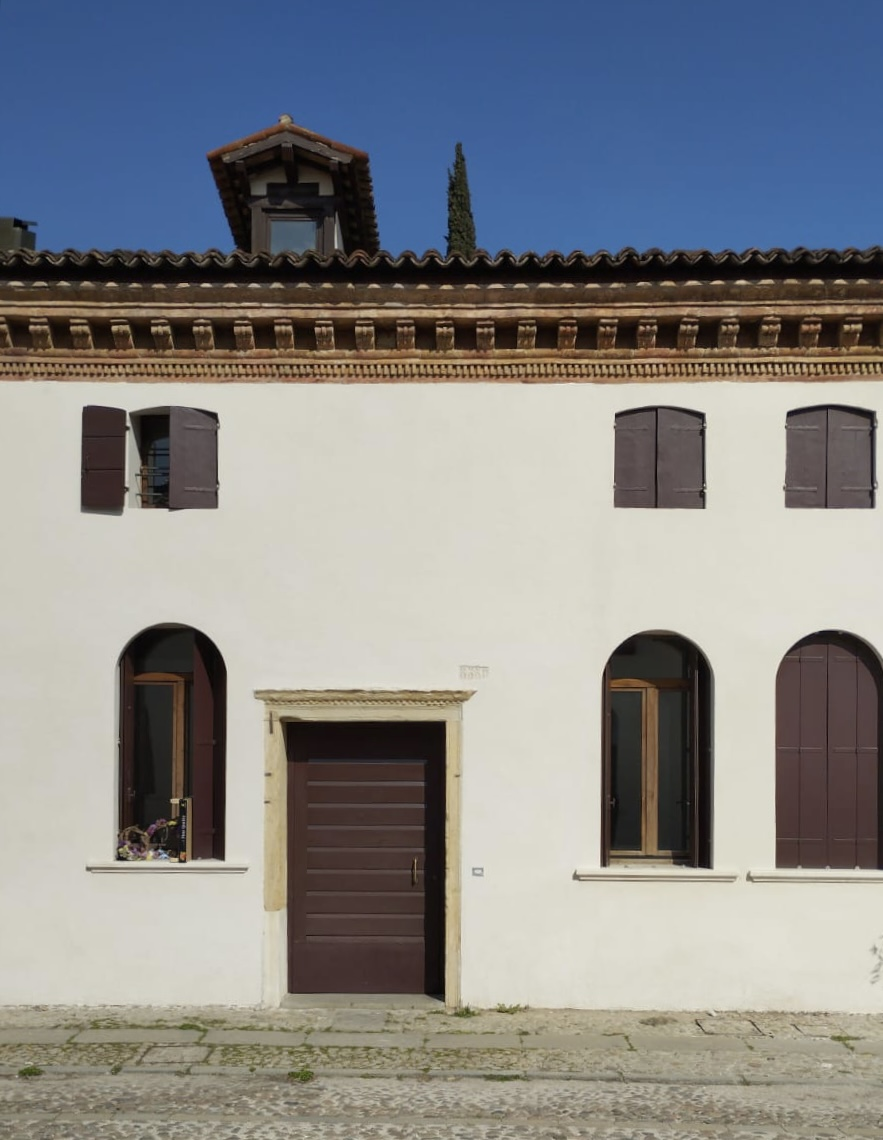
Prospetto della facciata di un'unità abitativa

Il nome del progettista del complesso resta ignoto. Riferimenti culturali e tipologici della struttura sono stati individuati nelle scuole veneziane, nei beguinages olandesi e nella Fuggerei di Augusta.

### Corte
La Corte si basa uno schema architettonico rigoroso, tipico del quartiere residenziale e assistenziale del Cinquecento. La struttura è costituita da un involucro a corte, a cui si accede mediante un semplice arco d'ingresso, sui cui lati compaiono due targhe in ricordo del fondatore Marco Lando. Il complesso è perimetrato da una disposizione contigua di sei unità abitative nei due lati lunghi e dal prospetto della chiesetta nel lato corto, opposto all'ingresso.

### Unità abitative
Le facciate delle abitazioni, molto semplici nelle aperture, presentano nell'estremità superiore un cornicione a dentelli, caratteristico di diversi edifici della città: l'architetto Marcello Checchi nel 1957 si accorse infatti della somiglianza tra il cornicione in laterizio delle case di Ca' Lando con quelli dell'Oratorio di San Rocco, della casa Tolomei e della casa Menini. Ogni unità è costituita da due piani ed un piccolo cortile privato opposto all'entrata, per una dimensione media di circa 211 mq. A seguito degli ultimi interventi edilizi tutte le abitazioni presentano al piano terra un ampio vano d'ingresso comprendente la scala interna di accesso al primo piano, un soggiorno, una cucina, una stanza pluriuso verso il brolo e una stanza da letto verso la corte. Al primo piano sono previste le altre stanze da letto, in numero variabile da due a quattro. Sono inoltre presenti nuovi locali-bagno, sia al piano terra che al primo piano.

### Chiesa
La chiesa, ormai sconsacrata, presenta una facciata a capanna con un cornicione continuo a dentelli che ne accentua le falde. Il portale è timpanato e accompagnato da due finestre allungate e un oculo centrale che rendono il prospetto simmetrico. All'interno si trovano due ambienti principali a pianta rettangolare coperti da una volta a botte ribassata. L'ambiente principale è costituito da una navata unica e da un'abside affiancato da due ambienti minori, collocati posteriormente ad esso; le coperture di questi sono differenti: l'area destra è chiusa da una volta a botte ribassata e lunettata che riprende quella del corpo centrale, mentre quella di sinistra è composta da travi e travetti. La cappella risulta illuminata da quattro aperture identiche a quelle della facciata, poste simmetricamente sui muri laterali della chiesa, e da un oculo minore al centro dell'abside. L'interno richiama lo stile della facciata della chiesa, infatti troviamo semplicità ed essenzialità nella struttura affiancate a dettagli architettonici ricchi di plasticità come le cornici delle porte e i capitelli delle semicolonne che definiscono l'abside.